# أتسوشي أوكاموتو
أتسوشي أوكاموتو (باليابانية: 岡本篤志؛ بالكانا: おかもと あつし) هو لاعب كرة قاعدة ياباني، ولد في 20 مايو 1981 في ناباري في اليابان.

## وصلات خارجية
- أتسوشي أوكاموتو على موقع الدوري الياباني لكرة القاعدة (الإنجليزية)
- أتسوشي أوكاموتو على موقعبيزبول رفرنس.كوم (الدوري الثانوي) (الإنجليزية)